# The Second Arrival – Die Wiederkehr
The Second Arrival – Die Wiederkehr ist ein US-amerikanischer Science-Fiction-Film von Regisseur Kevin Tenney aus dem Jahr 1998 mit Patrick Muldoon in der Hauptrolle. Der Film ist die Fortsetzung von The Arrival – Die Ankunft aus dem Jahr 1996. Der Film erschien in Deutschland am 15. Februar 2000 auf VHS.

## Handlung
Der Astronom Zane Zaminski hatte aufdecken können, dass Außerirdische auf der Erde versuchen, die Temperatur des Planeten um 12 Grad zu erhöhen, um den Planeten dauerhaft kolonisieren zu können. Seine Beweise wurden allerdings von der Öffentlichkeit nicht ernst genommen. Er war von Arizona nach Alaska umgezogen, wo er in einer Siedlung der Inuit lebte, weil er sich davon erhoffte, dort vor den Außerirdischen, die Kälte schwer vertragen können, sicher zu sein.
Dort wird er jedoch ermordet aufgefunden. Vor seinem Tod hatte er allerdings in die Wege geleitet, dass mehrere Personen im Falle seines Ablebens Unterlagen über die außerirdische Verschwörung erhalten. Diese Aufzeichnungen gehen nun an drei Wissenschaftler, eine Journalistin als auch seinen Stiefbruder Jack. Bei einem abgehaltenen Treffen in einem alten Kühlhaus in Toronto  bergen sie ein außerirdisches Artefakt, das Zane dort versteckt hatte. Durch dieses kann eine technisch hochentwickelte holographische Darstellung des Inneren eines Raumschiffes erzeugt werden. Damit ist erwiesen, dass an Zanes Behauptungen etwas dran sein muss, nachdem es bisher keine vergleichbare Technik auf der Erde gibt.
Einer der Teilnehmer ist jedoch in Wirklichkeit ein Außerirdischer, beim Kampf gegen diesen können Jack und die Journalistin Bridget Riordan mit dem außerirdischen Artefakt fliehen, haben jedoch die dafür notwendige Energiequelle nicht mehr. Sie erfahren, dass Professor Zarcoff, eine der Personen von dem Treffen, ebenfalls überlebt hat und wollen sich mit diesem treffen, kommen jedoch zu spät, dieser wurde in seinem Hotel bereits ermordet.
Sie versuchen nun, sich einen Laser zu besorgen, mit dem das Artefakt betrieben werden kann. Sie werden jedoch von den Außerirdischen verfolgt und müssen zudem erkennen, dass man ihre Bankkonten gesperrt hat. Mit ihrem letzten Geld erwerben sie einen handelsüblichen Laser und können damit das Artefakt nutzen. Jack findet heraus, wie man das Gerät nutzt und stößt auf eine Karte, wo man alle Orte auf der Welt sieht, wo die Außerirdischen Anlagen haben, um den Treibhauseffekt voranzutreiben. Sie entdeckten, dass auch in Kanada ein solches ist, nämlich das neue Atomkraftwerk bei St. Marcoux, das in Kürze ans Netz gehen soll. Dies widerspricht Zanes Aussage, dass die Außerirdischen nun in Ländern der Dritten Welt tätig sind, was aber darauf schließen lässt, dass sie seit Zanes Aufdeckung ihrer Pläne alles versuchen, um den Prozess noch schneller voranzutreiben. Der Laser wird jedoch überhitzt und schmort durch, ehe sie sich das Programm vollständig ansehen können.
Sie brechen schließlich nachts in eine Universität ein, wo sie einen Industrielaser nutzen, um das Programm weiter zu untersuchen. Jack vermutet, dass es sich dabei um ein Programm handelt, das mit einem Zentralrechner verbunden ist. Sie ahnen, dass die Außerirdischen das Kraftwerk nutzen wollen, um weite Teile der Erde radioaktiv zu verseuchen, da sie selber offenbar gegenüber der Strahlung immun sind. Als sie den Kern der Anlage von St. Marcoux ansehen können, programmiert er eine der dort lagernden außerirdischen Waffen, um damit die Anlage zu zerstören, ehe sie für die befürchteten Zwecke genutzt werden kann.
Sie werden schließlich von den Außerirdischen erwischt, die sie zu der Anlage bringen und von ihnen wissen wollen, wer noch von der Sache weiß. Die von Jack programmierte Waffe wird schließlich aktiv und beginnt, alles um sich herum einzusaugen. Jack und Bridget können entkommen und schließlich sehen, wie die gesamte Anlage durch die Waffe vernichtet wird. Einer der überlebenden, aber verletzten Außerirdischen meint zu ihnen, dass sie damit das Vorhaben nur verzögert, aber nicht aufgehalten haben.
Bridget veröffentlicht später einen Roman namens Alien Agenda, wo sie ihre Erlebnisse verarbeitet und immer wieder betont, dass alles auf Tatsachen fußt. Das Werk schafft es sogar auf die Bestsellerliste der New York Times. Jack und Bridget, die nun ein Paar sind, begeben sich derweil nach Alaska, wo sie fortan leben wollen.

## Kritik
Das Lexikon des internationalen Films urteilt, The Second Arrival sei ein „in allen Belangen unterproduzierter Science-Fiction-Film“, die Geschichte sei „fern jeder Plausibilität“. Ähnlich äußerte sich die Filmzeitschrift cinema. Die „langweilige Trittbrettfahrt“ des Vorgängers hätte außer ein paar Autostunts nichts zu bieten.